# Termo-presso-essiccazione dei rifiuti
La termo-presso-essiccazione è uno dei trattamenti termo-chimici dei rifiuti, e consiste in un processo di compattazione e simultaneo riscaldamento che converte i rifiuti in manufatti di forma prismatica, caratterizzati da un ridotto tenore di umidità.
La compattazione è realizzata mediante presse a pistone, dette appunto termopresse, azionate da un circuito oleodinamico, che imprimono ai rifiuti uno schiacciamento lungo secondo due assi ortogonali tra loro con pressioni che possono arrivare fino a 350 bar. La camera di compressione viene riscaldata con olio diatermico fino a temperature di circa 180 °C; al termine della compressione i rifiuti vengono fatti avanzare lungo la camera fino ad una ghigliottina che taglia il manufatto compresso ad una lunghezza predefinita. La sezione del manufatto è a forma di settore circolare.
Il manufatto finale è caratterizzato da un'elevata densità (fino a 1.700 kg/m3) e presenta un tenore ridotto di umidità.
I vapori e i gas che si liberano durante il processo vengono convogliati ad un sistema di trattamento a biofiltri.

## Applicazioni
Il trattamento di termo-presso-essiccazione, è nato da due brevetti del Prof. Antonio La Gioia, il quale per entrambi, ha ricevuto dall'Autorità Internazionale di Ricerca, il più alto riconoscimento per la Novità, l'Altezza Inventiva e l'Applicabilità industriale, attraverso questo processo si può trattare dal RSU (Rifiuto Solido Urbano) a residuali di lavorazione industriale, oltre alla bonifica delle discariche esistenti, allo scopo di ottenere una drastica riduzione volumetrica associata a una disidratazione spinta,.Attualmente è stata realizzata un'unica unità impiantistica, in scala prototipale, a cura della CMA srl, installata presso la discarica di Imola (BO) in grado di trattare tra le 45 e le 90 t/g di RUR con consumi energetici fino a 120 kWh/t; tale impianto non è mai entrato in esercizio.